# Spiculonana bathyalis
Spiculonana bathyalis är en kräftdjursart som beskrevs av Just och Wilson 2004. Spiculonana bathyalis ingår i släktet Spiculonana och familjen Paramunnidae. Inga underarter finns listade i Catalogue of Life.